# Клеточный центр

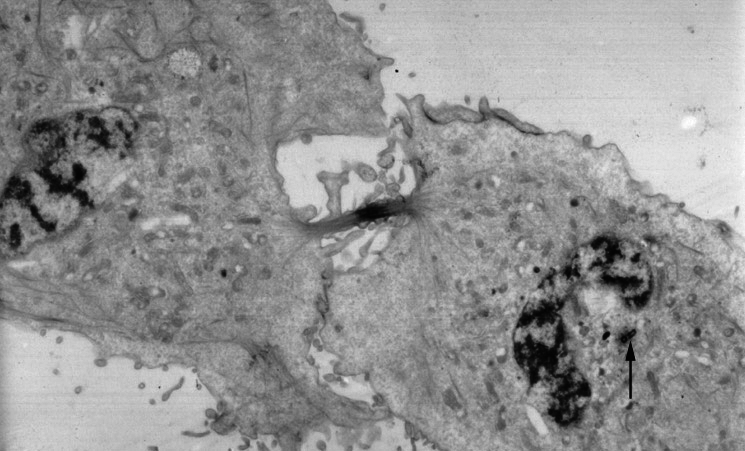
Телофаза митоза (электронная микрофотография). Стрелка указывает на центросому. Четко видны две центриоли, расположенные под прямым углом друг к другу: одна перерезана поперек, другая вдоль.

Клеточный центр, или центросома (от др.-греч. σῶμα — тело) — немембранная органелла в клетках эукариот, состоящая из двух центриолей и перицентриолярного материала. Является главным центром организации микротрубочек (ЦОМТ) эукариотической клетки, играет важнейшую роль в клеточном делении, участвуя в формировании веретена деления. Из центросомы образуются реснички и жгутики. Центросома содержит некоторое количество РНК, некомплементарной с ядерной ДНК . Центросомы характерны для клеток животных, их нет у высших растений, у низших грибов и некоторых простейших. Больше всего центриолей из расчёта на одну клетку содержат такие одноклеточные, как инфузории и опалины. Клеточный центр представляет собой центр управления цитокинезом .  Ряд наследственных заболеваний человека вызван мутациями в генах, кодирующих центросомные белки.

## История открытия и изменений наименований
Центросомы на полюсах веретена деления в делящихся клетках практически одновременно описали B. Флемминг, O. Гертвиг и Э. ван Бенеден в середине 70-х годов XIX в. Этим структурам было дано название «центросфера», а гранулы, которые удавалось разглядеть в фокусе центросферы, получили название «полярные корпускулы». Эдвард ван Бенеден и Теодор Бовери независимо друг от друга смогли показать, что центросферы не исчезают по завершении митоза, а сохраняются в интерфазной клетке, часто располагаясь в районе геометрического центра клетки. В 1887 году Эдвард ван Бенеден предложил переименовать центросферы в «центральные корпускулы» или «центральные тельца». В 1888 году Теодор Бовери предложил для этой структуры название «центросома», а позднее в 1895 году — «центриоль». Следует отметить, что многочисленные названия одной структуры породили терминологическую путаницу, а термины «центросома» и «центриоль» до изобретения электронной микроскопии использовали как синонимы. С середины 50-х годов XX века, когда благодаря электронной микроскопии была изучена тонкая структура этой органеллы,  название «центриоль» стали ассоциировать с центриолярными цилиндрами. В 1984 году американcкий клеточный биолог Даниэль Мезиа предложил использовать термин «центросома» для обозначения совокупности центриолей и окружающих их структур.

## Строение центросомы
У многих живых организмов (животных и ряда простейших) центросома содержит пару центриолей, цилиндрических структур, расположенных под прямым углом друг к другу. Каждая центриоль образована девятью триплетами микротрубочек, расположенными по кругу, а также ряда структур, образованных центрином, ценексином и тектином.
В интерфазе клеточного цикла центросомы ассоциированы с ядерной мембраной. В профазе митоза ядерная мембрана разрушается, центросома делится, и продукты её деления (дочерние центросомы) мигрируют к полюсам делящегося ядра. Микротрубочки, растущие из дочерних центросом, крепятся другим концом к так называемым кинетохорам на центромерах хромосом, формируя веретено деления. По завершении деления в каждой из дочерних клеток оказывается только по одной центросоме.

## Функции центросомы
Центросома играет важнейшую роль в клеточном делении, однако наличие клеточного центра в клетке не является необходимым для митоза. В клетке содержится одна или две центросомы. Аномальное увеличение числа центросом характерно для клеток злокачественных опухолей. Более двух центросом в норме характерно для некоторых полиэнергидных простейших и для синцитиальных структур.
Кроме этого, в неделящихся клетках центросомы могут определять полярность клеток. Центросома в неделящихся клетках нередко ассоциирована с аппаратом Гольджи.
Помимо участия в делении ядра, центросома играет важную роль в формировании жгутиков и ресничек. Центриоли, расположенные в ней, выполняют функцию центров организации для микротрубочек аксонем жгутиков. У организмов, лишенных центриолей (например, у сумчатых и базидиевых грибов, покрытосеменных растений), жгутики не развиваются.
У планарий и, возможно, некоторых других плоских червей нет центросом (однако в клетках, несущих реснички, центриоли образуются).